# Distance (film)
A Distance egy 2001-ben bemutatott japán film Koreeda Hirokazu rendezésében. Bár japán film, ennek ellenére nincs japán címe sem, csak angol; a szó jelentése távolság. A történet egy kis vallási szekta néhány tagjának és hozzátartozóiknak a világából mutat be jeleneteket.

## Cselekmény
|  | Alább a cselekmény részletei következnek! |

A film elején kiderül, hogy 3 évvel ezelőtt egy szélsőséges vallási szekta megmérgezte a tokiói ivóvízrendszer egy részét, aminek következtében több mint 100-an életüket vesztették. A fő történet ennek az eseménynek a hároméves évfordulóján játszódik, de sokszor megjelennek a támadás előtti időkben történt régi események, valamint a szektatagok hozzátartozóinak rendőrségi kihallgatásainak jelenetei is. A néző számára sokáig nem derül ki, hogy pontosan mi történt, csak ahogy halad előre a film, úgy kezdenek összeállni úgy-ahogy az összefüggések.
A fő történet középpontjában négy fiatal áll, három férfi és egy nő, akiknek családtagjai a szekta tagjai voltak, és a terrortámadás elkövetése után egy hegyvidéki tónál öngyilkosok lettek. Az évfordulón a négy fiatal elindul a tóhoz, hogy megemlékezzenek rokonaikról. Autójukkal egy sűrű erdőben mennek jó sokáig, de ahol elfogy az út, ott leparkolnak. Itt rátalálnak valakinek a motorjára is. Gyalog érik el a tavat, ahol csendben imádkoznak, és megpillantják a motor tulajdonosát is, egy fiatal férfit, de nem szólítják meg, hanem visszamennek az autóhoz. Ám mire odaérnek, meglátják, hogy az autót és a motort is ellopták. Mivel hamarosan sötétedni kezd, és nagyon messze van minden lakott terület, vitatkozni kezdenek, mit csináljanak. Ekkor odaér a tónál látott fiatal is, akiről kiderül, ő a szekta egyik tagja volt, de még időben elmenekült közülük. Úgy döntenek, az éjszakát abban a közeli házban töltik, ahol annak idején a szekta tagjai laktak az erdőben. Itt beszélgetni kezdenek a múltról, majd reggel mindannyian visszatérnek a városba.
|  | Itt a vége a cselekmény részletezésének! |

## Szereplők
- Iura Arata ... Acusi
- Iszeja Júszuke ... Maszaru
- Teradzsima Szuszumu ... Minoru
- Nacukava Jui ... Kijoka
- Aszano Tadanobu ... Szakata

## Díjak és jelölések
A filmet a 2001-es cannes-i filmfesztiválon jelölték az Arany Pálma díjra, de végül nem kapta meg.